# Лео Моура
Леона́рдо Моура (более известный как Ле́о Моура) (порт.-браз. Leonardo da Silva Moura; род. 23 октября 1978, Нитерой, Рио-де-Жанейро) — бразильский футболист, правый защитник.

## Биография
Лео Моура — воспитанник школы «Ботафого». Интересно, что в детстве он не подошёл школе «Фламенго», идолом торсиды которого он станет впоследствии. Дебютировал за профессиональную команду «Ботафого» в 1997 году и выступал там до 1999 года.
Затем был сезон в бельгийском «Жерминаль Беерсхоте». Фланговый полузащитник за сезон в чемпионате Бельгии забил в ворота соперников 16 голов. После этого переехал в чемпионат Голландии, где за сезон отметился десятком забитых мячей.
«Ботафого» поспешил возвратить своего воспитанника, однако вскоре игрок получил травму. После возвращения в строй был переведён в защиту, также на своём правом фланге. Лео Моура рассматривался в качестве одной из звёзд своего клуба, но он отказался продлевать контракт и в 2002 году перешёл в «Васко да Гама». Он отлично взаимодействовал со связкой форвардов Ромарио — Эуллер, но в середине года опять неожиданно покинул команду, на сей раз перейдя в «Палмейрас». Позже Моура признал, что этот шаг был ошибкой, поскольку клуб из Сан-Паулу находился тогда в кризисе и вылетел по итогам года в Серию B.
В 2003 году выступал за «Сан-Паулу», однако в целом период выступления за обе команды Паулисты у уроженца Кариоки был неудачным. В 2004 году он стал непререкаемым лидером «Флуминенсе» из Рио. В этом клубе он воссоединился с Ромарио и стал любимцем болельщиков. В первой половине 2005 года выступал в Португалии пока, наконец, не подписал контракт с «Фламенго».
Именно в красно-чёрном клубе к Лео Моуре пришли крупные победы на клубном уровне. В 2006 году он завоевал Кубок Бразилии. В 2007 году выиграл Лигу Кариоку, начав со своим клубом серию побед подряд в чемпионатах штата (она продлилась до 2010 года, когда титул выиграл «Ботафого»). По итогам 2007 и 2008 годов Лео Моура признавался лучшим правым защитником чемпионата Бразилии.
В начале 2008 года он отверг предложения от ряда бразильских и зарубежных клубов, продлив контракт с «Фламенго». Тогда же впервые получил вызов в сборную Бразилии. В 2009 году помог «Фламенго» завоевать свой шестой титул чемпионов Бразилии, прервав трёхлетнюю гегемонию «Сан-Паулу».
Не всегда отношения с болельщиками «Фламенго» у игрока были тёплыми. Так, 2 августа 2009 года в игре против «Наутико» «Фла» долгое время проигрывал, за что торсида громко ругала своих футболистов. Лео Моура, сравняв счёт, не праздновал гол и даже грубо высказался в их адрес, за что над ним даже повисла угроза 10-матчевой дисквалификации. Однако инцидент закончился без особых санкций в отношении игрока.
3 октября 2014 года Лео Моура сыграл свой 500-й матч за «Фламенго» во всех турнирах. Юбилейной стала игра против «Сантоса» в рамках чемпионата Бразилии.
С 2017 по 2019 год Лео Моура выступал за «Гремио». Помог «трёхцветным» в 2017 году выиграть Кубок Либертадорес, а в следующем году — Рекопу. Дважды, в 2018 и 2019 годах, становился чемпионом штата Риу-Гранди-ду-Сул.

## Статистика в Бразилии
(По состоянию на 28 марта 2010)
| Клуб          | Сезон | Чемп. штата | Чемп. штата | Серия A Бразилии | Серия A Бразилии | Кубок Бразилии | Кубок Бразилии | Кубок Либертадорес | Кубок Либертадорес | Всего | Всего |
| Клуб          | Сезон | Игр         | Голов       | Игр              | Голов            | Игр            | Голов          | Игр                | Голов              | Игр   | Голов |
| ------------- | ----- | ----------- | ----------- | ---------------- | ---------------- | -------------- | -------------- | ------------------ | ------------------ | ----- | ----- |
| Ботафого      | 2001  | -           | -           | 24               | 1                | -              | -              | -                  | -                  | 24    | 1     |
| Васко да Гама | 2002  | -           | -           | -                | -                | 8              | 1              | -                  | -                  | 8     | 1     |
| Палмейрас     | 2002  | -           | -           | 9                | 0                | -              | -              | -                  | -                  | 9     | 0     |
| Сан-Паулу     | 2003  | -           | -           | 22               | 0                | 4              | 0              | -                  | -                  | 26    | 0     |
| Флуминенсе    | 2004  | -           | -           | 41               | 0                | 4              | 1              | -                  | -                  | 45    | 1     |
| Фламенго      | 2005  | -           | -           | 32               | 7                | -              | -              | -                  | -                  | 32    | 7     |
| Фламенго      | 2006  | 9           | 0           | 27               | 1                | 10             | 1              | -                  | -                  | 46    | 2     |
| Фламенго      | 2007  | 12          | 0           | 35               | 5                | -              | -              | 8                  | 0                  | 55    | 5     |
| Фламенго      | 2008  | 14          | 4           | 35               | 8                | -              | -              | 7                  | 1                  | 56    | 13    |
| Фламенго      | 2009  | 17          | 2           | 32               | 4                | 5              | 0              | -                  | -                  | 54    | 6     |
| Фламенго      | 2010  | 11          | 1           | 0                | 0                | -              | -              | 3                  | 1                  | 14    | 2     |
| Всего         | Всего | 61          | 7           | 257              | 26               | 31             | 3              | 18                 | 2                  | 365   | 38    |

Данные согласно различным источникам.

## Достижения
- Чемпион штата Рио-де-Жанейро (4): 2007, 2008, 2009, 2011
- Чемпион штата Риу-Гранди-ду-Сул (2): 2018, 2019
- Чемпион Бразилии (1): 2009
- Чемпион Кубка Бразилии (1): 2006
- Обладатель Кубка Либертадорес (1): 2017
- Обладатель Рекопы (1): 2018
- Лучший правый защитник чемпионата Бразилии (2): 2007, 2008